# 迈克·斯坦利
迈克·斯坦利（英語：Mike Stanley，1957年11月6日—），新西兰男子赛艇运动员。他曾代表新西兰参加世界赛艇锦标赛，获得二枚金牌。他也曾参加1984年夏季奥林匹克运动会。